# Городница (Тернопольский район)
Городни́ца (укр. Городниця) — село в Скалатской городской общине Тернопольского района Тернопольской области Украины.
Население по переписи 2001 года составляло 1065 человек. Почтовый индекс — 47851. Телефонный код — 3543.

## История
С июня 1941 в немецкой оккупации. Освобождено 21 марта 1944 года Советской армией. В 2015 году вошло в состав Скалатской городской громады. До 2020 года входило в Подволочисский район.

## Достопримечательности
- Есть церковь Успения Пресвятой Богородицы (1930);
- Построен памятник воинам-односельчанам, павшим в Великой Отечественной войне (1985);
- Ботанический памятник природы местного значения — Скалатская: степной участок;
- Комплексный памятник природы местного значения — Музикова скала.
- Недалеко урочище Малинник